# Addison H. Laflin

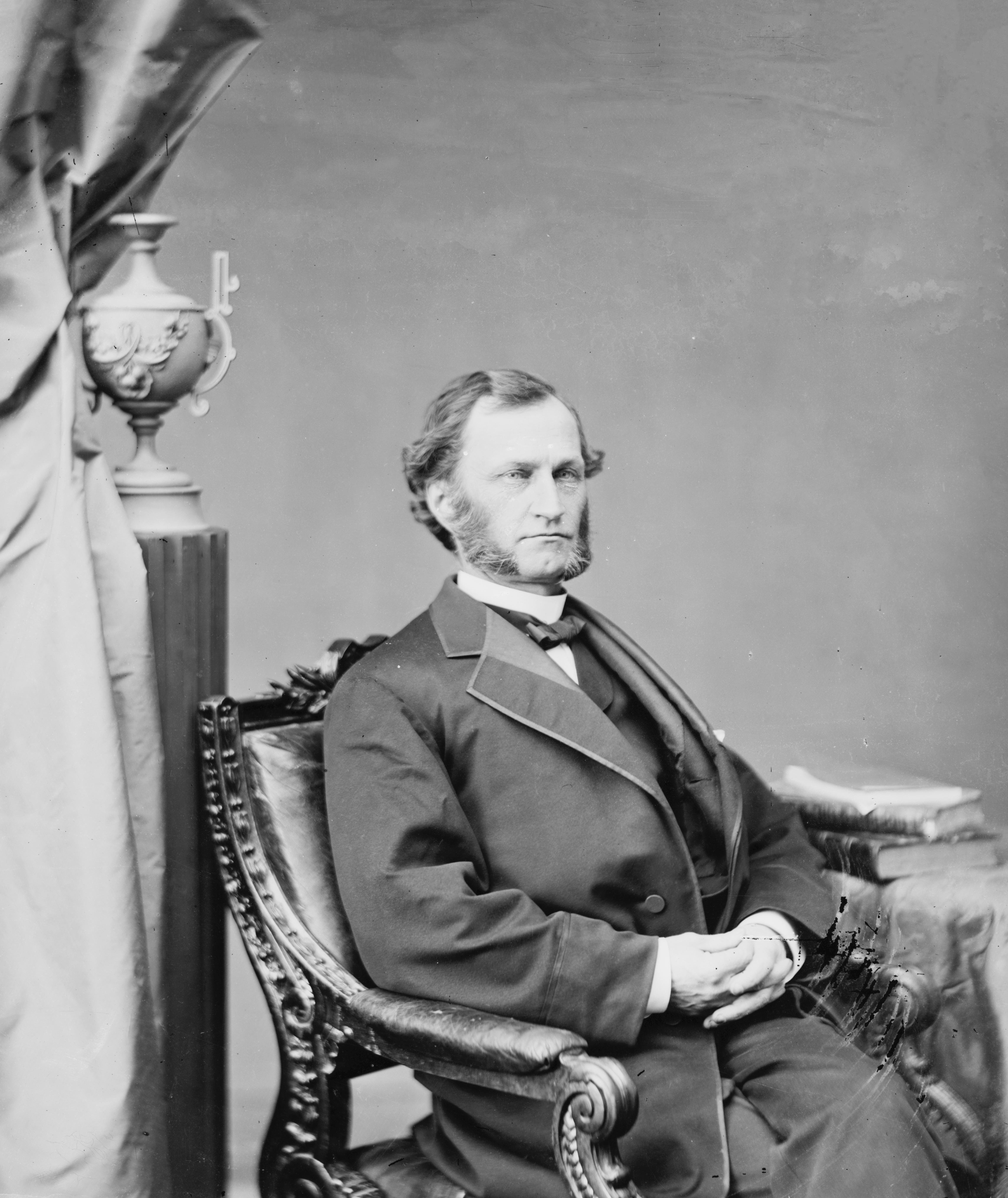
Addison H. Laflin

Addison Henry Laflin (* 24. Oktober 1823 in Lee, Massachusetts; † 24. September 1878 in Pittsfield, Massachusetts) war ein US-amerikanischer Politiker. Zwischen 1865 und 1871 vertrat er den Bundesstaat New York im US-Repräsentantenhaus.

## Werdegang
Addison Henry Laflin wurde ungefähr acht Jahre nach dem Ende des Britisch-Amerikanischen Krieges im Berkshire County geboren. Er besuchte Gemeinschaftsschulen. 1843 graduierte er am Williams College in Williamstown. Laflin zog 1849 nach Herkimer County, wo er der Papierfabrikation nachging. Er saß in den Jahren 1858 und 1859 im Senat von New York. Politisch gehörte er der Republikanischen Partei an.
Bei den Kongresswahlen des Jahres 1864 für den 39. Kongress wurde Laflin im 20. Wahlbezirk von New York in das US-Repräsentantenhaus in Washington, D.C. gewählt, wo er am 4. März 1865 die Nachfolge von Ambrose W. Clark antrat. Er wurde zwei Mal in Folge wiedergewählt. Da er auf eine dritte Wiederwahlkandidatur im Jahr 1870 verzichtete, schied er nach dem 3. März 1871 aus dem Kongress aus. Während seiner Kongresszeit nahm er 1867 als Delegierter an der Republican State Convention teil.
Präsident Ulysses S. Grant ernannte ihn am 3. April 1871 zum Naval Officer im New Yorker Hafen – einen Posten, den er bis zu seinem Rücktritt im Jahr 1877 bekleidete. Laflin verstarb am 24. September 1878 in Pittsfield und wurde dann auf dem Oakwood Cemetery in Syracuse beigesetzt.